# 방희석
방희석(房熙錫, 1951년 ~ )은 대한민국의 중앙대학교 교수이자 제3대 여수광양항만공사 사장이다.

## 생애
전라북도 고창군 출신으로 고창고등학교와 중앙대학교 무역학과를 졸업했으며 중앙대학교 대학원에서 무역학 석사 학위와 영국 카디프 대학교(舊 웨일즈 대학교)에서 해운항만물류 박사 학위를 취득했다.
1987년부터 중앙대학교 국제물류학과 교수로 재직하며 중앙대학교 사회과학대학장, 인천항만공사 항만위원장, 해양수산부장관 자문위원장(해운물류), 여수광양항만공사 항만위원장, 중국 산동대학교 명예석좌교수 등을 역임했다. 2017년 3월 제3대 여수광양항만공사 사장에 취임했다.

## 학력
- 고창고등학교
- 중앙대학교 무역학 학사
- 웨일즈 대학교 대학원 경영학 박사

## 경력
- 1985년 ~ 1987년 한국해양수산개발원 연구위원
- 1987년 ~ 중앙대학교 국제물류학과 교수
- 2002년 4월 ~ 2008년 2월 해양수산부 정책자문위원
- 2002년 4월 ~ 2008년 2월 해양수산부 정책평가위원장
- 2004년 제24대 한국무역학회 회장
- 2005년 5월 ~ 2013년 3월 국토해양부 기업도시위원회 민간위원
- 2005년 8월 ~ 2009년 9월 지식경제부 경제자유구역위원회 부위원장
- 2006년 7월 ~ 2009년 2월 중앙대학교 사회과학대학 학장
- 2009년 6월 ~ 2013년 3월 국토해양부 국가물류정책위원회 위원
- 2009년 9월 ~ 2010년 8월 제4대 인천항만위원회 위원장
- 2014년 12월 여수광양항만공사 제2기 항만위원회 위원장
- 2017년 3월 ~  제3대 여수광양항만공사 사장

## 수상
- 2000년 근정포장
- 2006년 홍조근정훈장